# Церетелево
Церетелево е село в Южна България. То се намира в община Съединение, област Пловдив. 
Основано преди около 300 години като Кючук Стамбул („Малкия Истанбул“), селото е опожарено след нападение от османските власти, но през 19-ти век е възстановено от Илия Койчев и наречено Думанлий („Гореното село“). През 1934 г. получава сегашното си име в чест на княз Алексей Церетелев.
Церетелево има роля в национално-освободителните борби. Георги Петков („Комитата“) организира революционен комитет, а селото е представено на събранието в Оборище (1876 г.). 
Основни икономически дейности са земеделие и животновъдство, модернизирани след 1944 г. със създаването на ТКЗС. 
Църквата „Свети Димитър“ и Народно читалище „Христо Смирненски“ са културни и духовни центрове, които поддържат общностния дух.

## География
Церетелево се намира в Тракийската низина, на 28 километра северно от град Пловдив, заобиколено от други населени места, като Царимир, Голям Чардак, Неделево, Любен и Ново Железаре.
Селото е разположено в близост до река Пясъчник, която минава покрай западната му част.
Над близкото село Любен е изграден голям кооперативен язовир – язовир Пясъчник, който осигурява вода за напояване в целия регион, включително за Церетелево и съседните населени места.
Първоначалното селище се е намирало в местността „Смокинарника“, разположена в югоизточната част на днешното село. На това място първите заселници са засадили смокинови дървета.
По време на Османската империя селото е било малко с около 100-120 къщи, разделено на българска и турска махала.

## История

### Ранна история
Според разказите на възрастни хора и преданията, селото преди около 300 години е носело името Кючук Стамбул ("Малкия Истанбул"). Селото е било известно с активността на местното население. Впоследствие то било опожарено от турците заради непокорния нрав на жителите му, които отказали да се подчинят на османските власти. Това включва случаи на неподчинение, укриване на данъци и подкрепа за хайдушки чети. 
Сред оцелелите жители бил младият Илия от Койчевия род, който се установил като прислуга в дома на съдия в Одрин. За да избегне насилственото приемане на чужда вяра и промяна на името си на Алия, той избягал и започнал дълго пътешествие из Османската империя. Илия стигнал до Прилеп, Македония, където станал чирак на тенекеджия. Въпреки успеха си като майстор, той продължил да мечтае за завръщане в опустошеното си родно село. 
След години, придобил умения и средства, Илия решил да се върне. Заедно със съпругата и имуществото си се заселил до дървото, растящо на мястото на изгорената му бащина къща. Той нарекъл новото село Думанлий ("Гореното село").
След него пристигнали нови заселници от селата Елешница, Паничери и Старосел, както и от Македония. Така било възстановено селото, което в началото се намирало в местността "Смокинарника", на около 500 метра югоизточно от сегашното му местоположение. Днес стотици наследници на Илия Койчев продължават да носят фамилията на първооснователя.

### Официално признаване и преименуване
След Съединението на България през 1885 г., Думанлий получил официален статут на село. През 1934 г., с министерска заповед, селото било преименувано на Церетелево в чест на руския пълководец и консул в Пловдив княз Алексей Николаевич Церетелев.

### Национално-освободителни борби
Село Церетелево играе значителна роля в национално-освободителните борби на България. Местните жители проявяват изключителна смелост и преданост към каузата за освобождение от османско владичество. Сред тях изпъква Георги Петков („Комитата“), който става централен организатор на революционна дейност в селото.
През 1876 г., по време на подготовката за Априлското въстание, Георги Бенковски започва своето революционно дело и посещава селото, което тогава се нарича Думанлий. По препоръка на Иван Арабаджията от село Царацово, Бенковски се свързва с Георги Петков. Заедно те създават революционен комитет в селото, който координира въстаническите дейности в района. 
В революционния комитет участват редица местни жители, включително:
- Танчо Петков, брат на Георги Петков, който се отличава с ролята си на куриер и активен участник в организирането на въстаническите чети.
- Илия Станчев, друг смел борец за свободата на България.
- Стоян Койчев („Даскала“), първият учител в селото, който използва знанията и авторитета си, за да обучава младите и да ги вдъхновява за участие в борбата.
- Поп Димитър Койчев – свещеник, укривал революционери, водел богослужение на български, което било забранено от гръцката патриаршия.

Жителите на Церетелево активно подпомагат въстаниците, осигурявайки храна, укрития и информация. Заради предаността си към национално-освободителното дело, Георги Петков е избран за делегат на историческото събрание на Оборище през април 1876 г., където се взема решението за избухване на въстанието. Това е признание за лидерството му и за значението на селото в освободителните борби.
След потушаването на въстанието, жителите на Церетелево продължават да подкрепят революционните движения. Много от тях стават част от тайните канали за комуникация и разпространение на пропаганда, докато други се включват в следващите въстания и акции срещу османската власт. Смелостта и саможертвата на тези хора оставят траен отпечатък върху историята на селото. 

### Живот след Освобождението
След Освобождението Церетелево започнало да се развива като самостоятелна общност. Основният поминък на хората бил селското стопанство — земеделие и животновъдство. Земята се обработвала с примитивни оръдия като дървено рало и диканя за вършеене. Плугът навлязъл в употреба едва около 1925-1930 г. Жителите отглеждали основни житни култури като пшеница, ечемик, ръж и царевица. След 1914 г. започнало култивирането на тютюн, а през 1926-1927 г. и на слънчоглед. От 1940 г. селото започнало да произвежда зеленчуци за търговия, като пипер, домати и зеле. 
Лозарството също се развивало, а овощарството било популярно в района. В местността "Орешака" били засаждани овощни градини с ябълки, круши и сливи, които служели както за лични нужди, така и за търговия.
Животновъдството било важен отрасъл, включващ отглеждане на едър добитък — крави, волове и биволи, както и дребен добитък като овце и кози. Обширните пасища около селото, като "Калето" и "Лозана", предоставяли идеални условия за развитие на животновъдството.
През този период занаятчийството също се утвърдило. В селото работели терзии, коларо-железари, фучеджии и подковачи, които допринасяли за икономическото разнообразие.
Повечето къщи били кирпичени, с ниски тавани и общи пространства за хората и добитъка.
Хранителните навици на жителите на село Церетелево били тясно свързани със земеделието и животновъдството. Основната храна включвала хляб от пшеница, ръж или ечемик, а млечните продукти като мляко, сирене и масло били важна част от диетата. Месото, макар и рядко, се консумирало предимно по празници, най-често от овце, кози и крави. Храненето било общностно, като семействата се събирали около кръгли маси („паралии“) и се хранели заедно, създавайки уют и сплотеност. Недостигащите продукти като сол или газ се набавяли чрез бартерна търговия с дребен добитък или зърно.
Културният живот в селото е бил тясно свързан с традиционните празници и обичаи. Всяка неделя пролет и есен на мегдана се играело хоро, което било съпроводено с песни, изпълнявани от млади моми и невести, или с музика от кемене. 

### Развитие след 1944 година
Създаването на Трудово-кооперативно земеделско стопанство (ТКЗС) поставя основата за модернизацията на земеделието. Жителите активно се включват в колективния труд, което води до внедряване на нови селскостопански технологии като трактори и комбайни. Това увеличава производителността и позволява отглеждането на повече търговски култури, като тютюн, зеленчуци и слънчоглед.
През тези години селото изгражда нова инфраструктура. Построени са училище и здравна служба които, заедно с читалището, се превръщат в центрове на културния и социален живот. Селото е електрифицирано и телефонизирано, а пътищата са асфалтирани, което улеснява достъпа до по-големи градове и пазари. В читалището, което след 1944 е преименувано на „Христо Смирненски“, редовно се организират театрални постановки, фестивали и други културни събития, които обединяват местната общност. Библиотечният фонд на читалището достига над 5000 тома. 

Една от важните фигури в развитието на селото през този период е Найден Керашки, който ръководи местното ТКЗС и допринася за икономическия растеж. Друг ключов лидер е Гено Карамански, бивш партизанин и заместник-председател на Народния съвет в Пловдив, който помага за модернизирането на инфраструктурата на Церетелево. 

### Читалище „Христо Смирненски“
Читалище „Христо Смирненски“ в село Церетелево е създадено през 1927 година от група ентусиазирани местни жители. Сред основателите му са Лазар Пищялов и Кръстю Тотев, които са активни участници в културния живот на селото. Първоначално читалището е разположено в малка сграда, където местните хора се събират за четене, разговори и културни събития.

През 30-те години читалището започва да се развива по-активно, като се организират театрални постановки, литературни четения и музикални събития. След Втората световна война читалището получава подкрепа от държавата и местната общност, което му позволява да разшири дейността си. През 60-те години се построява нова читалищна сграда, която става център на културния живот в селото. 

### Църквата "Свети Димитър"
Църквата в селото е духовният център на Церетелево. Построена в края на 19-ти век, тя заменя по-стара църква, унищожена по време на османското владичество. Новата църква е изградена с усилията и даренията на местните жители, които влагат не само средства, но и труд в изграждането ѝ.
Църквата се отличава със своята красива архитектура и стенописи, изработени от местни майстори и зографи. Тя служи не само като място за богослужения, но и като център за културни и духовни събития в селото. През годините "Свети Димитър" е била свидетел на важни исторически събития и продължава да играе значителна роля в живота на местната общност.

## Редовни събития
Съборът на селото се провежда през първата събота на юни всяка година.
На празника Сирни Заговезни се извършва Кукерски ритуал. 

## Личности[3]
- Илия Койчев, един от първите заселници след разрушаването на селото по време на османското владичество. Той възстановява селото, което по-късно става известно като Думанлий.
- Петър Рангелов Стоянов (р. 1921), български партизанин.
- Георги Петков („Комитата“) Изтъкнат революционер и активен участник в национално-освободителното движение. Делегат на историческото събрание в Оборище през април 1876 г., представляващ селото. Създава революционен комитет в селото заедно с Георги Бенковски.
- Танчо Петков, брат на Георги Петков и активен участник в революционните дейности. Куриера и поддръжник на борбата срещу османското владичество.
- Стоян Койчев („Даскала“), първият учител в селото и активен участник в революционната борба. Пренася секретни писма за Васил Левски и други революционни дейци.
- Поп Димитър Койчев, свещеник в селото, подкрепящ национално-освободителното движение. Поддържа връзки с революционни дейци и служи на български език в църквата, което довежда до конфликти с османските власти. Убит от турците заради революционната си дейност.
- Гено Тодоров Карамански, бивш партизанин, заместник-председател на Народния съвет в Пловдив.
- Найден Михайлов Керашки, бивш партизанин и дългогодишен председател на местното обединено кооперативно стопанство. Герой на социалистическия труд.
- Никола Гургов („Дядо Кото“), първият кмет на село Церетелево след 9 септември 1944 г. и основател на местната кредитна кооперация „Победа“, на която е бил и председател.
- Лазар Тотев („Лагито“), учител и местен лидер, допринесъл за културното и социалното развитие на Церетелево.
- Стоян Александров Йонков (1919 – 2001). Професор д-р м.н.